# Limnophis bicolor
Limnophis bicolor är en ormart som beskrevs av Günther 1865. Limnophis bicolor ingår i släktet Limnophis och familjen snokar.
Arten förekommer i Botswana, Angola, Zambia, Zimbabwe och Kongo-Kinshasa. Honor lägger ägg.

## Underarter
Arten delas in i följande underarter:
- L. b. bicolor
- L. b. bangweolicus